# 基倫·克金
基倫·克金（英語：Kieran Culkin，1982年9月30日—）是美國的一位演員。他出生在紐約，其兄弟麥考利·克金和羅伊·克金也是演員。